# 앨릭스 곤사가
앨릭스 곤사가(필리핀어: Alex Gonzaga, 1988년 1월 16일 ~ )는 필리핀의 가수, 배우, 사회자, 코메디언이다.